# Psapharochrus polystictus
Psapharochrus polystictus är en skalbaggsart som först beskrevs av Bates 1885. Psapharochrus polystictus ingår i släktet Psapharochrus och familjen långhorningar.
Artens utbredningsområde är Panama. Inga underarter finns listade i Catalogue of Life.